# Taszewskie Pole
Taszewskie Pole (niem. Taschauerfelde) – wieś w Polsce położona w województwie kujawsko-pomorskim, w powiecie świeckim, w gminie Jeżewo.
W latach 1975–1998 miejscowość administracyjnie należała do województwa bydgoskiego. Według Narodowego Spisu Powszechnego (III 2011 r.) liczyła 247 mieszkańców. Jest szóstą co do wielkości miejscowością gminy Jeżewo.

## Historia
Taszewskie Pole to kociewska wieś. Pierwsza historyczna nazwa pochodzi z lat 1820 - 1830 i została zapisana jako Taschauerfelde (nazwa niemiecka). Następne to: Taszewskie Pole, niem. Taschauerfeld (1891 r.), Taszewskie-Pole, niem. Taschauer-Felde (1925 r.). Nazwa wsi pochodzi od nazwy miejscowej Taszewo. Jest to nazwa topograficzna wskazująca na miejsce - kolonia szlachecka powstała w latach 1820-1830 na rozparcelowanym taszewskim polu.
Początki wsi wiążą się z reformą agrarną, którą władze pruskie prowadziły na terenie obecnej gminy Jeżewo od 1820 r. W latach 1820-1830 rozparcelowano 20 łanowy las należący do dóbr taszewskich (ok. 346 ha). Na wykarczowanym terenie powstała osada Taszewskie Pole. Założona wieś jest typową "ulicówką" - wzdłuż głównej drogi powstało 47 gospodarstw rolnych o zróżnicowanej wielkości.
Pierwsze informacje o obszarze wsi pochodzą z 1885 r. i podają, iż wieś miała 192 ha. W okresie międzywojennym Taszewo miało 173 ha. Pierwsze dane liczbowe o mieszkańcach wsi pochodzą z 1885 r. i podają, że w Taszewskim Polu żyło 271 osób, z tego 166 było ewangelikami, a więc zapewne Niemcami, a ludność katolicka, polska liczyła 105 mieszkańców. W okresie międzywojennym nastąpił znaczny wzrost ludnościowy wsi, w 1939 r. we wsi mieszkało 425 ludzi z czego większość była Polakami (Niemców było 50). W 1826 r. we wsi uruchomiono szkołę, do której uczęszczały dzieci z Taszewskiego Pola i Piskarek. Pod koniec XIX stulecia wybudowano murowany budynek szkolny, który przetrwał do dziś (po likwidacji szkoły w 1945 r. obiekt pełni funkcje mieszkaniowe).